# Legalidade da terapia de conversão

Mapa das jurisdições que proíbem esforços de mudança de orientação sexual e identidade de gênero em menores em janeiro de 2025.
Proibição criminal da terapia de conversão com base em orientação sexual e identidade de gênero
Apenas profissionais de saúde estão proibidos de realizar terapia de conversão
Proibição de terapia de conversão pendente ou proposta
Sem proibição de terapia de conversão

Terapia de conversão é a prática pseudocientífica de tentar mudar a orientação sexual ou a identidade de gênero de uma pessoa.
Em dezembro de 2023, vinte e oito países têm proibições à terapia de conversão, catorze deles banem a prática para qualquer pessoa: Bélgica, Canadá, Chipre, Equador, França, Alemanha, Grécia, Islândia, Malta, México, Nova Zelândia, Noruega, Portugal e Espanha; sete proíbem sua prática apenas por profissionais de saúde: Albânia, Brasil, Chile, Índia, Israel, Taiwan e Vietnã.
Outros sete, Argentina, Fiji, Nauru, Paraguai, Samoa, Suíça e Uruguai, têm proibições indiretas, pois diagnósticos baseados exclusivamente na orientação sexual ou na identidade de gênero são proibidos sem proibir especificamente a terapia de conversão; isso equivale a uma proibição para profissionais de saúde, já que eles geralmente não realizariam terapia sem um diagnóstico. Além disso, algumas jurisdições na Austrália e nos Estados Unidos também proíbem a terapia de conversão.[carece de fontes?]
Projetos de lei que proíbem a terapia de conversão estão sendo considerados na Áustria, Finlândia, Irlanda, Países Baixos e Polônia. Projetos de lei que restringem a terapia de conversão estão sendo analisados na Dinamarca, Itália, Japão, Suécia e Tailândia.[carece de fontes?] Em nível supranacional, a União Europeia está considerando proibir a terapia de conversão em todos os seus Estados-membros, enquanto uma iniciativa de cidadãos em curso começou a coletar assinaturas em maio de 2024, também solicitando à Comissão Europeia que proíba tais práticas.

## Status jurídico por país
| País           | Tratamento Médico Proibido | Penalidades Criminais                                                                             | Detalhes |                                                                                                   |
| -------------- | -------------------------- | ------------------------------------------------------------------------------------------------- | --- | ------------------------------------------------------------------------------------------------- |
| Albania        | [ a ]                      |                                                                                                   | Prática por profissionais de saúde proibida: a associação nacional de psicologia da Albânia proibiu seus membros de praticar terapia de conversão em 2020. |                                                                                                   |
| Argentina      | [ b ]                      |                                                                                                   | Diagnóstico por profissionais de saúde proibido: desde 2010, nenhum diagnóstico em saúde mental pode ser feito com base exclusiva em "escolha ou identidade sexual". A proibição aplica-se apenas a profissionais de saúde registrados. |                                                                                                   |
| Australia      |                            | Tratamento proibido em algumas jurisdições                                                        | Proibido explicitamente em quatro estados e um território: a terapia de conversão é crime em Queensland desde 2020, no Território da Capital Australiana desde 2021, em Victoria desde 2022, em Austrália Meridional desde 1º de abril de 2025 e em Nova Gales do Sul desde 4 de abril de 2025. Entretanto, Austrália Ocidental, Território do Norte e Tasmânia ainda não apresentaram projetos de lei para proibir criminalmente a terapia de conversão. |                                                                                                   |
| Áustria        |                            | Projeto de lei para banir o tratamento                                                            | Proposta de proibição nacional: Em julho de 2022, o Ministério da Justiça confirmou que preparava um anteprojeto de lei para proibir a terapia de conversão, após moções unânimes do Conselho Nacional solicitando tal medida. |                                                                                                   |
| Belgium        | Tratamento proibido        | Tratamento proibido                                                                               | Proibição em todo o país: em 20 de julho de 2023, o Parlamento aprovou uma lei que proíbe práticas de conversão, definidas como "qualquer prática consistindo em ou incluindo intervenção física ou aplicação de pressão psicológica, que o autor ou a vítima acredite ou afirme ter por objetivo reprimir ou alterar a orientação sexual, identidade de gênero ou expressão de gênero de uma pessoa, seja essa característica realmente presente ou meramente presumida pelo autor." A punição varia de detenção de 8 dias a 2 anos e/ou multa de 208 a 2400 euros, além de banimento profissional de até 5 anos. |                                                                                                   |
| Bolivia        | Tratamento proibido        |                                                                                                   | Prática por profissionais de saúde proibida: o Padrão de Atenção Abrangente à população LGBTIQ+ em estabelecimentos de saúde, emitido pelo Ministério da Saúde e Esportes em 2022, proíbe a terapia de conversão. A seção 10.2 sobre Recomendações Específicas estabelece que "Deve-se orientar sobre o perigo de recorrer a 'terapias de reconversão e reparativas' que não têm base científica e podem gerar consequências psicológicas para a pessoa. Lembre-se de que tais terapias são proibidas." A seção 12.3 sobre Recomendações Específicas para a Equipe de Saúde afirma que “Terapia Reparativa, que busca mudar a orientação sexual ou identidade de gênero de uma pessoa, é inerentemente coercitiva e incompatível com o cuidado de saúde.” |                                                                                                   |
| Brazil         |                            | Tratamento proibido                                                                               | Prática por profissionais de saúde proibida: Em 1999, o Conselho Federal de Psicologia publicou duas normas que determinam que “psicólogos não devem colaborar em eventos ou serviços que ofereçam tratamento e cura da homossexualidade” e que “psicólogos não devem pronunciar-se nem participar de manifestações públicas, nos meios de comunicação, reforçando o preconceito social relacionado aos homossexuais como portadores de qualquer tipo de transtorno psicológico”. O Brasil tornou-se assim o primeiro país do mundo a banir a terapia de conversão. Em 2013, a Comissão de Direitos Humanos da Câmara dos Deputados, então presidida por Marco Feliciano, aprovou projeto de lei que anularia as normas do conselho e legalizaria a terapia de conversão. Após forte reação pública na onda dos Protestos de 2013 no Brasil, o projeto foi rejeitado pelo Congresso Nacional. Em setembro de 2017, um juiz federal em Brasília autorizou que psicólogos realizassem terapia de conversão para “curar” pessoas da homossexualidade, contrariando a decisão de 1999. No entanto, em dezembro de 2017, o mesmo juiz reviu a decisão, mantendo o “tratamento” proibido. Em janeiro de 2018, o Conselho Federal de Psicologia estabeleceu normas de atuação para psicólogos em relação a pessoas transgênero e travestis, também proibindo qualquer terapia de conversão. Uma proibição criminal foi proposta no Distrito Federal, Brasília. Em outubro de 2024, o CFP publicou normas proibindo a patologização de pessoas intersexo. |                                                                                                   |
| Canada         |                            | Tratamento proibido                                                                               | Proibição em todo o país: a terapia de conversão é ilegal para adultos e menores de idade pelo Código Penal do Canadá. A proibição entrou em vigor em 7 de janeiro de 2022, 30 dias após o Projeto de Lei C-4 obter sanção real. Antes da proibição federal, já era banida na província de Manitoba (desde 2015), Ontário, Nova Escócia, Ilha do Príncipe Eduardo, Quebec, Yukon, e diversos municípios, incluindo Vancouver, Edmonton e Calgary Em 23 de setembro de 2020, o Projeto de Lei C-6 foi introduzido pelo governo na Câmara dos Comuns do Canadá; proibiria realizar terapia de conversão em criança, forçar alguém a se submeter à terapia de conversão contra sua vontade, anunciar ou obter benefício material da terapia de conversão e remover uma criança do Canadá para esse fim. Em 22 de junho de 2021, passou pela Câmara dos Comuns (263 a 63) e foi enviado ao Senado. No entanto, o Senado não aprovou o projeto após alguns senadores se oporem ao pedido do governo de convocar a câmara do recesso de verão, de modo que o projeto não foi considerado antes da dissolução do Parlamento para eleição antecipada. As eleições foram convocadas em 15 de agosto e o projeto morreu na ordem do dia. Em 29 de novembro, o governo reeleito apresentou nova versão do projeto (C-4) para a 44ª Legislatura, ampliando a cobertura para incluir adultos e identificando-o como um dos projetos prioritários a serem aprovados antes do final do ano. O projeto foi aprovado na Câmara dos Comuns em 1º de dezembro sem voto registrado após todas as partes concordarem em acelerar, e no Senado em 7 de dezembro. O projeto recebeu sanção real em 8 de dezembro de 2021 e entrou em vigor em 7 de janeiro de 2022. |                                                                                                   |
| Chile          | [ b ]                      | Bill proposed to ban treatment                                                                    | Prática por profissionais de saúde proibida: em março de 2023, o Ministério da Saúde emitiu a Circular B2 nº 6 instruindo todos os prestadores de saúde, individuais e institucionais, públicos e privados, sobre a proibição da implementação de "terapias de conversão" por não serem práticas clínicas válidas. Também reconhece que diagnósticos de saúde mental não podem basear-se em critérios viesados relacionados à orientação sexual ou à identidade de gênero e à expressão de gênero. Proibição criminal proposta: projeto de proibição criminal aprovado pelo Senado em 2021, atualmente em tramitação na Câmara dos Deputados. Diagnóstico por profissionais de saúde proibido: a Lei nº 21.331, de 23 de abril de 2021, sobre o reconhecimento e proteção dos direitos de pessoas em atendimento de saúde mental, estabelece em seu artigo 7: "O diagnóstico do estado de saúde mental deve ser estabelecido conforme a técnica clínica, considerando variáveis biopsicossociais. Não pode basear-se em critérios relacionados ao grupo político, socioeconômico, cultural, racial ou religioso da pessoa, nem à identidade ou orientação sexual da pessoa, entre outros." Em fevereiro de 2016, o Ministério da Saúde do Chile manifestou-se contra a terapia de conversão, afirmando: "Consideramos que práticas conhecidas como terapias de conversão representam grave ameaça à saúde e ao bem-estar, incluindo a vida, das pessoas afetadas." |                                                                                                   |
| China          |                            | Não                                                                                               | Proibição caso a caso: na China, tribunais declararam em duas ocasiões que instâncias de terapia de conversão são ilegais; contudo, precedentes legais não têm força vinculativa para futuros casos. Em dezembro de 2014, um tribunal de Pequim deu razão a um homem gay em ação contra uma clínica de terapia de conversão. O tribunal considerou esses tratamentos ilegais e ordenou que a clínica se retratasse e pagasse indenização monetária. Em junho de 2016, um homem da Província de Henan processou um hospital em Zhumadian por tê-lo obrigado a se submeter à terapia de conversão, recebendo retratação pública e compensação financeira. Após essas decisões, grupos LGBT passaram a exigir que o Ministério da Saúde proibisse a terapia de conversão. Porém, Desde O primeiro parâmetro é necessário, mas foi fornecido incorretamente! de 2019, nenhuma ação governamental foi tomada para banir a prática, e essas terapias continuam sendo promovidas no país. |                                                                                                   |
| Colombia       |                            | Projeto de lei proposto para banir o tratamento                                                   | Proibição nacional proposta: em junho de 2023, o Congresso aprovou em primeiro turno um projeto de lei que proíbe terapias de conversão a pessoas LGTBIQ+. |                                                                                                   |
| Cyprus         |                            | Tratamento proibido                                                                               | Proibição em todo o país: em maio de 2023, o Parlamento cipriota aprovou projeto que criminaliza terapia de conversão. |                                                                                                   |
| Ecuador        |                            | Tratamento proibido                                                                               | Proibição em todo o país: no Equador, o governo considera a terapia de conversão vedada pela lei de 1999 que proíbe discriminação antiv LGBTQ+. Além disso, o artigo 151 do Código Penal de 2014 equipara a terapia de conversão a tortura, prevendo 10 anos de prisão para quem a praticar. Em janeiro de 2012, o governo equatoriano invadiu três clínicas de terapia de conversão em Quito, resgatou dezenas de mulheres que eram abusadas e torturadas em tentativa de "curar sua homossexualidade" e prometeu fechar todas as clínicas do tipo no país. A ação resultou de campanha de 10 anos da Fundación Causana, que denunciou mais de 200 clínicas ilegais de "cura gay" atacando lésbicas sob disfarce de reabilitação. |                                                                                                   |
| Fiji           | Tratamento proibido        |                                                                                                   | Prática por profissionais de saúde proibida: o Mental Health Decree 2010 estabelece que pessoas não devem ser consideradas mentalmente doentes se recusarem ou não expressarem uma orientação sexual específica, e proíbe qualquer terapia de conversão em saúde mental. A proibição aplica-se apenas a profissionais de saúde registrados. |                                                                                                   |
| Finland        |                            | Iniciativa cidadã avançada para proibir tratamento                                                | Proibição em todo o país proposta: uma iniciativa cidadã para banir terapia de conversão foi apresentada ao Parlamento finlandês em 2021, mas arquivada. Após as eleições de 2023, nova iniciativa reuniu as 50 000 assinaturas exigidas em junho de 2023. |                                                                                                   |
| France         |                            | Tratamento proibido                                                                               | Proibição em todo o país: em 7 de dezembro de 2020, o Senado aprovou banimento da terapia de conversão por 305–28; a Assembleia Nacional da França já havia aprovado banimento similar. A versão do Senado foi adotada pela Assembleia em 25 de janeiro de 2022 (142–0) e publicada em 1º de fevereiro de 2022. |                                                                                                   |
| Germany        |                            | Tratamento proibido para menores                                                                  | Proibição em todo o país: em 2008, o governo declarou-se totalmente contrário à terapia de conversão. Em fevereiro de 2019, o ministro da Saúde Jens Spahn anunciou que buscaria proibir terapias de conversão que pretendem mudar orientação sexual. Em dezembro de 2019 baniu a terapia para menores; para adultos, é ilegal se o consentimento foi obtido por fraude ou coação. Em 7 de maio de 2020, o Bundestag proibiu terapia de conversão para menores (até 18 anos), vedou publicidade e estendeu proibição a casos de coerção. |                                                                                                   |
| Greece         |                            | Tratamento proibido para menores                                                                  | Proibição em todo o país: em maio de 2022, o Parlamento da Grécia baniu terapia de conversão para menores; adultos continuam podendo consentir. A publicidade é proibida. |                                                                                                   |
| Iceland        |                            | Tratamento proibido                                                                               | Proibição em todo o país: em 9 de junho de 2023, o Parlamento da Islândia aprovou por 53–0 (3 abstenções) projeto para banir terapia de conversão. |                                                                                                   |
| India          | Tratamento proibido        |                                                                                                   | Prática por profissionais de saúde proibida: em 7 de junho de 2021, no caso S Sushma v. Commissioner of Police, o juiz N Anand Venkatesh do Tribunal Superior de Madras determinou ao Comissão Médica Nacional e à Sociedade Psiquiátrica Indiana que proibissem qualquer tentativa de "curar" orientação sexual ou identidade de gênero, com possibilidade de revogação de licença. Em 2 de setembro de 2022, a Comissão Médica Nacional declarou a terapia de conversão má conduta profissional e facultou sanções disciplinares a conselhos estaduais. |                                                                                                   |
| Iran           |                            | [ c ]                                                                                             | Legal e apoiada pelo Estado: no Irã, a Homosexualidade no Irã é ilegal e passível de pena de morte conforme a lei islâmica. Ministérios e instituições religiosas promovem terapias de conversão que incluem aconselhamento, oração, terapia de aversão, hormônios, eletrochoque e cirurgias de redesignação sexual. A extensão dessas práticas é desconhecida. |                                                                                                   |
| Ireland        |                            | Projeto de lei proposto para banir o tratamento                                                   | Proibição em todo o país proposta: o Prohibition of Conversion Therapies Bill 2018 passou na segunda leitura do Seanad Éireann, mas perdeu efeito com a dissolução do Parlamento antes das eleições de 2020. Reintroduzido após as eleições de 2020. Em 2023, a pedido do Ministro Roderic O'Gorman, o governo anunciou que irá propor lei para banir terapias de conversão e sua publicidade. |                                                                                                   |
| Israel         | Tratamento proibido        |                                                                                                   | Prática por profissionais de saúde proibida: o Ministério da Saúde (Israel) proibiu médicos de realizar terapia de conversão em fevereiro de 2022. Em 2016 e 2017, o Knesset rejeitou projetos de lei para banir terapia de conversão a menores (37–45 e 26–38), bloqueados por partidos ortodoxos. Em 2019, a Associação Médica de Israel decidiu expulsar membros que praticassem terapia de conversão. Mesmo assim, até 2020, grupos religiosos como Atzat Nefesh continuam oferecendo sob o eufemismo "terapia para inclinações invertidas". Em julho de 2020, projeto contra terapia de conversão passou em votação preliminar; não avançou em primeira leitura. |                                                                                                   |
| Lebanon        |                            |                                                                                                   | Em 2013, a Sociedade de Psiquiatria do Líbano declarou que terapia de conversão para "converter" gays e bissexuais não tem respaldo científico e pediu que profissionais baseiem-se na ciência. |                                                                                                   |
| Malaysia       |                            | Não                                                                                               | Legal e apoiada pelo Estado: em fevereiro de 2017, o governo endossou terapia de conversão alegando cura via treinamento. Em junho de 2017, o Ministério da Saúde lançou concurso de filme para "prevenir" homossexualidade, cancelado após revolta. |                                                                                                   |
| Malta          |                            | Tratamento proibido                                                                               | Proibição em todo o país: em dezembro de 2016, o Parlamento de Malta aprovou por unanimidade a Affirmation of Sexual Orientation, Gender Identity and Gender Expression Act, tornando-se o primeiro país da União Europeia a banir terapia de conversão. |                                                                                                   |
| Mexico         | Tratamento proibido        | Tratamento proibido                                                                               | Proibição em todo o país: entre outubro de 2022 e abril de 2024, o Congresso da União (México) aprovou por unanimidade reforma ao Código Penal Federal e à Lei Geral de Saúde para banir terapia de conversão; promulgada em junho de 2024. Antes, já era banida na Cidade do México (2020), Estado do México (2020), Oaxaca (2021), Baja California Sur (2021), Zacatecas (2021), Yucatán (2021), Tlaxcala (2021), Colima (2021), Jalisco (2022), Baja California (2022), Hidalgo (2022), Sonora (2022), Nuevo León (2022), Puebla (2022), Querétaro (2022), Sinaloa (2023), Morelos (2023), Quintana Roo (2023) e Guerrero (2024). |                                                                                                   |
| Nauru          | Tratamento proibido        |                                                                                                   | Prática por profissionais de saúde proibida: a Mentally-Disordered Persons (Amendment) Act 2016 estabelece que pessoas não devem ser consideradas perturbadas por expressar ou recusar expressar determinada orientação sexual. |                                                                                                   |
| Netherlands    |                            | Projeto de lei proposto para banir tratamento                                                     | Proibição em todo o país proposta: organizações de terapia de conversão nos Países Baixos não recebem subsídios. Desde junho de 2012, terapias de conversão não são cobertas por seguro de saúde. Em fevereiro de 2022, partidos VVD e D66 propuseram banir a terapia de conversão; obteriam maioria com apoio da oposição. |                                                                                                   |
| New Zealand    |                            | Tratamento proibido                                                                               | Proibição em todo o país: em agosto de 2018, o ministro da Justiça Andrew Little anunciou possibilidade de incluir banimento de terapia de conversão na reforma ao Human Rights Act 1993. Após oposição, o Partido Trabalhista da Nova Zelândia prometeu em outubro de 2020 banir a prática se reeleito. Em julho de 2021, o ministro Kris Faafoi apresentou o Conversion Practices Prohibition Legislation Act 2022; em fevereiro de 2022, o parlamento aprovou por 112–8. A ativista e MP juvenil Shaneel Lal liderou o movimento. |                                                                                                   |
| Norway         |                            | Tratamento proibido                                                                               | Banimento criminal: em 2000, a Associação Psiquiátrica Norueguesa declarou que "homossexualidade não é transtorno nem doença, e portanto não pode ser tratada; terapia com intuito de mudança de orientação deve ser considerada má conduta ética."¹ Em 12 de dezembro de 2023, o Parlamento norueguês aprovou lei criminalizando terapia de conversão com pena de até 6 anos de prisão em casos graves. |                                                                                                   |
| Paraguay       | Diagnóstico proibido       |                                                                                                   | Diagnóstico por profissionais de saúde proibido: o artigo 3 da Lei 7018 de Saúde Mental, de 15 de novembro de 2022, estabelece que "em nenhum caso se pode realizar diagnóstico em saúde mental com base exclusiva na escolha ou identidade sexual". |                                                                                                   |
| Peru           | Tratamento proibido        |                                                                                                   | Prática por profissionais de saúde proibida: em maio de 2024, o Ministério da Saúde esclareceu que diversidade de gênero e sexual não é doença e não deve ser alvo de terapias de conversão, reiterando documento de 2021. Também, artigo 9(3)(d) da Portaria Regional 017-2008 do Departamento de Apurímac proíbe forçar pessoa a tratamento para alterar orientação sexual. |                                                                                                   |
| Poland         |                            | Não                                                                                               | Sem proibição: não há lei contra terapia de conversão na Polônia. Em 2019, o partido Nowoczesna redigiu projeto para banir a terapia de conversão. |                                                                                                   |
| Portugal       | Tratamento proibido        | Tratamento proibido                                                                               | Banimento criminal: em 22 de dezembro de 2023, o Parlamento aprovou lei proibindo e criminalizando "terapias de conversão" sexual. Prática por profissionais de saúde proibida: em 2019, a Ordem dos Psicólogos afirmou que terapia de conversão não tem base científica e é vedada aos psicólogos. |                                                                                                   |
| Samoa          | Diagnóstico ilícito        |                                                                                                   | Prática por profissionais de saúde proibida: o Mental Health Act 2007 determina que não se pode considerar doença mental a recusa ou ausência de expressão de determinada orientação sexual, e proíbe terapia de conversão em saúde mental. |                                                                                                   |
| South Africa   |                            |                                                                                                   | A Sociedade Sul-Africana de Psiquiatras afirma que "não há evidência científica de que terapia reparativa ou de conversão mude orientação sexual; há, porém, evidência de que provoca destruição". Em 2015, proprietários de um campo de terapia de conversão foram condenados por assassinato e abuso de três adolescentes, mortos após espancamentos e tortura para "curar" homossexualidade. |                                                                                                   |
| Spain          | Tratamento proibido        | Tratamento proibido                                                                               | Proibição em todo o país: o Congresso aprovou em 16 de fevereiro de 2023 banimento da terapia de conversão. Já havia sido banida nas regiões de Múrcia (2016), Madri (2017), Valência (2017), Andaluzia (2018) e Aragão (2019). A especificidade varia: em Múrcia aplica-se a profissionais de saúde; em Madri, a todos incluindo grupos religiosos. A Associação Espanhola de Psicologia afirma que não há evidência para terapia de conversão e que ela causa ansiedade, depressão e suicídio. Em abril de 2019, após denúncia de terapia de conversão, a ministra da Saúde Maria Luisa Carcedo declarou intenção de legislar contra a prática. Em fevereiro de 2023, o banimento nacional entrou em vigor. |                                                                                                   |
| Sri Lanka      |                            | Projeto de lei proposto para banir o tratamento                                                   | Em março de 2022, o deputado Rohini Kumari Wijerathna (Samagi Jana Balawegaya) apresentou projeto para banir terapia de conversão. Em julho de 2024, criticou falta de apoio do governo ao projeto. |                                                                                                   |
| Switzerland    | Tratamento proibido        | Projeto de lei proposto para banir tratamento · Tratamento proibido em algumas jurisdições        | Prática por profissionais de saúde proibida: na Suíça, é ilegal médico realizar terapia de conversão. Em 2016, o Conselho Federal da Suíça afirmou que terapias de conversão são "ineficazes e causam sofrimento significativo a jovens" e violam deveres profissionais, sujeitando infratores a sanções cantonais; se configuram crime, é tema para tribunais penais. Em 2018, um terapeuta que afirmava "curar" homossexualidade por homeopatia foi demitido e investigado pelo Ministério de Saúde de Genebra; associação médica local classifica terapia de conversão como charlatanismo. Em agosto de 2022, a Comissão Jurídica do Conselho Nacional votou para o Conselho Federal elaborar lei banindo terapia de conversão para menores e jovens adultos. Em maio de 2023, o cantão de Neuchâtel foi o primeiro a aprovar uma lei proibindo terapias de conversão, enquanto Valais o fez em maio de 2024. Além disso, os cantões de Berna, Basel-Stadt, Genebra, Friburgo, e Vaud debateram a proibição de terapias de conversão em seus parlamentos, com um projeto de lei pendente em Vaud. |                                                                                                   |
| Taiwan         | Tratamento proibido        |                                                                                                   | Prática por profissionais de saúde proibida: Em 13 de maio de 2016, o Departamento de Saúde do Governo Municipal de Taichung anunciou que instituições de saúde em Taichung estão proibidas de realizar terapias de conversão. Segundo Shader Liu, membro do Comitê de Igualdade de Gênero de Taichung, qualquer grupo — médico, civil ou religioso — que pratique o tratamento está violando a Lei dos Médicos e a Lei dos Psicólogos de Taiwan. Esperava-se que regulamentos proibindo terapias de conversão fossem aprovados sem tramitação pelo Parlamento no final de janeiro de 2017 e entrassem em vigor em março de 2017. De acordo com a Lei dos Médicos, médicos que realizarem tratamentos proibidos estão sujeitos a multas entre NT$100.000 (US$ 3.095) e NT$500.000 (US$ 15.850) e podem ser suspensos de um mês a um ano. Entretanto, as propostas de regulamentação foram atrapalhadas por forte resistência de grupos anti-LGBT. Em vez de avançar com emendas legais ou novos regulamentos, em 22 de fevereiro de 2018, o Ministério da Saúde e Bem-Estar enviou uma carta a todas as autoridades de saúde locais, banindo efetivamente a "terapia" de conversão. Na carta, o ministério declara que a conversão de orientação sexual não é considerada prática legítima de saúde e que qualquer pessoa que realize a chamada terapia está sujeita a processo nos termos do zh ou da Protection of Children and Youths Welfare and Rights Act, conforme o caso. |                                                                                                   |
| Uganda         |                            | Aprovado                                                                                          | Legal e apoiado pelo Estado: O artigo 16 da Lei Anti-Homosexualidade de 2023 confere aos tribunais de Uganda o poder de obrigar uma pessoa condenada por homossexualidade a passar por "reabilitação". |                                                                                                   |
| Reino Unido    |                            | Projeto de lei para banir o tratamento                                                            | Proibido na Ilha de Man. Legislação pendente na Inglaterra e País de Gales e na Escócia. Em 2017, a Igreja da Inglaterra declarou considerar a terapia de conversão "fundamentalmente errada" e exigiu que o Governo a proibisse. Após relatos de uma igreja em Liverpool que deixou pessoas sem comer por três dias como forma de "curar" a homossexualidade, o Parlamento ouviu apelos por uma proibição legislativa. Grupos como Stonewall e Humanists UK também vêm defendendo sua proibição há tempo. Em 3 de julho de 2018, o Governo do Reino Unido anunciou que trabalharia para uma proibição total da terapia de conversão em contextos médicos, não médicos e religiosos. No entanto, durante as eleições gerais de 2019, a questão deixou de ser prioridade para o Partido Conservador. A Stonewall observa que "no Reino Unido, todos os principais conselhos de aconselhamento e psicoterapia, assim como o NHS, concluíram que a terapia de conversão é perigosa e a condenaram ao assinar um Memorando de Entendimento". Em dezembro de 2020, o Partido Conservador mais uma vez mudou de posição e financiou um congresso de líderes religiosos pedindo o fim da terapia de conversão, incluindo nove arcebispos, sessenta rabinos e representantes seniores de tradições budistas, hindus, muçulmanas e sikhs. No território dependente britânico autônomo, a Ilha de Man, uma emenda ao Projeto de Lei de Ofensas Sexuais e Publicações Obscenas que proibia e criminalizava a terapia de conversão gay foi apresentada à Câmara de Chaves em 2019. A legislação foi aprovada em 2020 e entrou em vigor em março de 2024, fazendo da Ilha de Man o primeiro território britânico a banir a prática. Em 11 de maio de 2021, o governo anunciou que a terapia de conversão se tornaria prática proibida em toda a Inglaterra e País de Gales. Em dezembro de 2021, o governo apresentou para consulta uma proposta de proibição, com a intenção de preparar um projeto de lei para a primavera de 2022. Em abril de 2022, poucos dias após anunciar que a proibição não iria adiante, o governo reviu a decisão, mas afirmou que a medida não incluiria pessoas transgêneras. Em janeiro de 2023, o governo voltou atrás e decidiu incluir pessoas trans na proibição. No início de 2024, alegou-se que a proposta de proibição da terapia de conversão havia sido cancelada pelo governo. Em julho de 2024, o novo governo trabalhista eleito prometeu introduzir uma proibição trans-inclusiva da terapia de conversão. Em 17 de julho de 2024, planos para proibir a terapia de conversão na Inglaterra e País de Gales foram apresentados no Discurso do Trono. |                                                                                                   |
| Estados Unidos |                            | Tratamento proibido em algumas jurisdições                                                        | Em 10 de março de 2025, a Suprema Corte concordou em analisar um caso de Colorado para decidir se governos estaduais e locais podem aplicar leis que proíbem terapias de conversão para crianças LGBTQ+. O resultado desse caso pode ter implicações significativas para as informações abaixo. Proibido em 23 estados, 2 territórios e em alguns condados/municípios: Desde O primeiro parâmetro é necessário, mas foi fornecido incorretamente! de 2024, 23 estados dos EUA, o Distrito de Columbia, Porto Rico e alguns condados e municípios dos Estados Unidos aprovaram leis que proíbem a prática de terapias de conversão em menores. Também é proibido em grandes cidades como Miami e Cincinnati. Posteriormente, foram apresentadas contestações judiciais contra as proibições da terapia de conversão em Nova Jérsei e na Califórnia. A juíza distrital Freda L. Wolfson rejeitou a alegação de pais de Nova Jérsei de que a lei violava seus direitos ao impedi-los de tratar seu filho por atração pelo mesmo sexo. Em Doe v. Christie, Wolfson escreveu: "Certamente, os direitos fundamentais dos pais não incluem o direito de escolher um tratamento médico ou de saúde mental que o Estado considerou razoavelmente prejudicial ou ineficaz. ... Encontrar o contrário criaria consequências inimagináveis e não intencionais." Em 10 de fevereiro de 2015, um juiz da Corte Superior de Nova Jérsei decidiu que oferecer serviços de conversão com base na descrição da homossexualidade como anormal ou doença mental viola a Lei de Fraude ao Consumidor de Nova Jérsei. A decisão é "considerada a primeira do tipo nos EUA." Em 29 de agosto de 2013, no caso Pickup v. Brown and Welch v. Brown, o Tribunal de Apelações do Nono Circuito confirmou a proibição da Califórnia. Em agosto de 2016, o Nono Circuito reafirmou a validade da lei, concluindo que proibir a terapia de conversão não é inconstitucional. A Suprema Corte rejeitou repetidamente recursos contra as proibições de terapia de conversão. Os estados de Nova Jérsei (2013), Califórnia (2013), Oregon (2015), Illinois (2016), Vermont (2016), Novo México (2017), Connecticut (2017), Rhode Island (2017), Nevada (2018), Washington (2018), Havaí (2018), Delaware (2018), Maryland (2018), Nova Hampshire (2019), Nova York (2019), Massachusetts (2019), Maine (2019), Colorado (2019), Utah (2019), Virgínia (2020), Minnesota (2023), Michigan (2023) e Kentucky (2024), bem como o Distrito de Columbia (2015) e Porto Rico (2019) proibiram a terapia de conversão em menores. Arizona, Carolina do Norte, Pensilvânia e Wisconsin também proíbem o uso de verbas estatais ou federais para práticas de terapia de conversão. Pesquisas de opinião mostram que proibições de terapia de conversão contam com apoio popular entre a população dos EUA. Desde 2019, não foi realizada pesquisa nacional, mas levantamentos em três estados (Flórida, Novo México e Virgínia) apontam apoio entre 60% e 75%. Segundo uma pesquisa nacional de 2014, apenas 8% da população dos EUA acreditava que terapias de conversão são bem-sucedidas. |                                                                                                   |
| Uruguai        | Diagnóstico proibido       |                                                                                                   | Diagnóstico por profissionais de saúde proibido: Adotada em 2017, a Ley de Salud Mental ("Lei de Saúde Mental") estabelece que, em nenhum caso, diagnóstico em saúde mental pode ser feito com base exclusiva na orientação sexual ou identidade de gênero. |                                                                                                   |
| Vietnã         | Tratamento proibido        |                                                                                                   | Prática por profissionais de saúde proibida: A Circular nº 4132/BYT-PC, emitida em 3 de agosto de 2022, declarou que: "A identidade LGBTQ não pode ser tratada como doença, enquanto tratamentos involuntários são proibidos e serviços de saúde mental só podem ser prestados por especialistas em orientação sexual e identidade de gênero." |                                                                                                   |
| Legenda:       |                            | = proibido; = aprovado/sem proibição; = em algumas jurisdições; = para menores; = projeto de lei. | = proibido; = aprovado/sem proibição; = em algumas jurisdições; = para menores; = projeto de lei. | = proibido; = aprovado/sem proibição; = em algumas jurisdições; = para menores; = projeto de lei. |

### Situação legal por estado dos EUA
Embora não exista proibição nacional, vários estados dos EUA e condados isolados proíbem terapias que tentem alterar a orientação sexual, conforme mostrado no mapa abaixo.

Mapa dos estados e condados dos EUA que possuem proibições de esforços de mudança de orientação sexual e identidade de gênero em menores, em maio de 2024.
Proibição de Terapia de conversão para menores com base em orientação sexual e identidade de gênero (o Distrito de Columbia também proíbe essa terapia para adultos.)
Proibição do uso de verbas estaduais ou federais para Terapia de conversão para menores com base em orientação sexual e identidade de gênero
Lei estadual proíbe governos locais de banir terapia de conversão
Tribunal federal decidiu que proibir Terapia de conversão é inconstitucional; pontos em vermelho escuro indicam cidades/condados que tinham proibições existentes
Sem proibição de Terapia de conversão para menores

## Cronologia da criminalização
A tabela abaixo lista, por ordem cronológica, os estados-membros das Nações Unidas que proibiram explicitamente e criminalizaram a terapia de conversão por lei.
| Ano de proibição | País                                       | Países naquele ano | Total |
| ---------------- | ------------------------------------------ | ------------------ | ----- |
| 2014             | Equador                                    | 1                  | 1     |
| 2016             | Malta                                      | 1                  | 2     |
| 2020             | Alemanha                                   | 1                  | 3     |
| 2022             | - Canadá - França - Grécia - Nova Zelândia | 4                  | 7     |
| 2023             | - Espanha - Chipre - Islândia - Bélgica    | 4                  | 11    |
| 2024             | - Noruega - Portugal - México              | 3                  | 14    |

## Casos legais
Em 25 de junho de 2015, um júri de Nova Jérsei considerou a organização judaica de terapia de conversão JONAH culpada de fraude ao consumidor no caso Ferguson v. JONAH por prometer alterar os impulsos sexuais de seus clientes e declarou suas práticas comerciais abusivas.
Em um caso dos EUA de 1997, o Nono Circuito abordou a terapia de conversão no contexto de um pedido de asilo. Uma cidadã russa "foi detida pela milícia russa, registrada em uma clínica como 'suspeita de ser lésbica' e forçada a se submeter a tratamento para lesbianismo, como 'drogas sedativas' e hipnose. ... O Nono Circuito entendeu que os tratamentos de conversão aos quais Pitcherskaia foi submetida configuraram tortura mental e física." O tribunal rejeitou o argumento de que tais tratamentos não constituíam perseguição por terem sido destinados a ajudá-la, e afirmou que "leis de direitos humanos não podem ser contornadas simplesmente ao enquadrar ações que torturam mental ou fisicamente em termos benevolentes, como 'curar' ou 'tratar' as vítimas".
Em 1993, o Tribunal de Família da Corte Superior de San Francisco colocou a lésbica de 15 anos Lyn Duff sob a guarda de um casal adotivo após sua mãe interná-la no Centro Psiquiátrico Rivendell em West Jordan, Utah, onde ela supostamente suportou abuso físico sob o disfarce de terapia de conversão. O pedido de Lyn Duff para se afastar da mãe foi concedido sem parecer judicial.